# Lissochelifer gibbosounguiculatus
Espèce
Synonymes
- Lophochelifer gibbosounguiculatus Beier, 1951

Lissochelifer gibbosounguiculatus est une espèce de pseudoscorpions de la famille des Cheliferidae.

## Distribution
Cette espèce est endémique du Viêt Nam. Elle se rencontre sur le plateau Langbian.

## Publication originale
- Beier, 1951 : Die Pseudoscorpione Indochinas. Mémoires du Muséum National d'Histoire Naturelle, Paris, nouvelle série, vol. 1, p. 47-123.